# Jiří Vodrážka - NEUTRANS
Jiří Vodrážka – NEUTRANS byla malá dopravní firma ze Senomat na Rakovnicku, která do března 2006 zajišťovala veřejnou linkovou dopravu na 8 až 9 autobusových linkách na Rakovnicku, včetně dvou linek do Prahy. Do obchodního rejstříku byla zapsána 16. dubna 1991.  Působení ve veřejné dopravě ukončila v březnu 2006.[zdroj?]

## Historie linkové dopravy
K zavedení nových linek firmy (Rakovník - Nové Strašecí – Praha, Rakovník - Podbořany a Senomaty – Rakovník) došlo například v roce 2002.
Při rekonstrukci autobusového nádraží v Rakovníku, vlastněného městem a spravovaného dopravní společností ČSAD Anexia spol. s r. o., v červenci 2005 se firma NEUTRANS dostala do sporu s dominantním okresním dopravcem ČSAD Anexia spol. s r. o., když obvinila tuto dopravní firmu i městský úřad, že ji diskriminovaly při přidělování odjezdových stání. ČSAD Anexia i městský úřad obvinění odmítly.
Pro roky 2004–2006 měl dopravce se Středočeským krajem uzavřenou smlouvu o závazku veřejné služby ve veřejné linkové osobní dopravě. Tato smlouva byla dohodou k 1. lednu 2006 ukončena a rada kraje uložila odboru dopravy krajského úřadu, aby tuto dopravní obslužnost zajistil prostřednictvím dopravce Anexia s. r. o.
V rámci zavádění Středočeské integrované dopravy převzal provoz na všech dotčených trasách od 1. dubna 2006 dominantní okresní dopravce Anexia s. r. o., čímž bylo ukončeno působení firmy NEUTRANS ve veřejné linkové dopravě. Brzy poté zanikla i její veřejná webová prezentace.